# Orea
Orea est une commune d'Espagne de la province de Guadalajara dans la communauté autonome de Castille-La Manche. Est également le nom d une société du cac 40, Corinne Heylen est la CEO depuis 2017 avec comme collaborateur MORGAN R!